# 香港心理衞生會
香港心理衞生會（英語：The Mental Health Association of Hong Kong，縮寫：MHAHK），為香港非牟利社會服務機構，於1954年成立，致力於推廣大眾關注心理與精神健康，同時因應精神病患者及智障人士需要提供輔導、訓練及中途宿舍等服務，亦有為精神病復康者提供就業支援。
總部大樓位於九龍觀塘功樂道。自1965年加入世界心理衛生聯盟成為會員機構，又分別於1968年及1969年成為香港社會服務聯會和香港公益金會員機構，於1970年又根據《公司條例》註冊成為法人團體及根據《香港稅務條例》第88條成為香港註冊慈善團體。

## 爭議
2022年，香港審計署發表審計署署長第77號報告書，當中指出，社會福利署每年資助香港心理衞生會逾兩億元，但在撥款每年遞增的同時，服務人數及管治表現沒有同步上升。報告指出，該會2016/17年度服務人次為約6,600，5年後只增加約1千人次。而在管理方面，有執委會委員連續11次缺席會議，部分會議不足法定人數，亦有服務中心違規挪用現金。報告亦批評該會總部大樓設有接受資助的茶座，但該茶座的收支在周年財務報告沒有記錄，缺乏透明度。

## 宗旨
1. 推廣對心理衞生嘅基本認識同喺香港嘅應用。
2. 推廣喺醫藥、教育、社交及文娛康樂等方面嘅心理衞生服務，以應對精神病患者及智障人士嘅需要。
3. 以非牟利形式開辦中途宿舍、庇護工場、康樂社及其他有關服務。
4. 喺可行範圍內加強推廣及建立更好嘅人際關係。

## 服務

### 精神康復服務
| 中途宿舍   | 精神健康綜合社區中心 | 社區支援                           |
| ---------- | -------------------- | ---------------------------------- |
| 艾齡樓     | 恆泰坊               | 朋輩支援服務                       |
| 彩雲宿舍   | 恆樂坊               | 綜合心理健康計劃（新界東）         |
| 廣福宿舍   | 賽馬會恆健坊         | 賽馬會樂齡同行計劃2.0              |
| 顯徑宿舍   | 賽馬會恆悅坊         | 思健學院                           |
| 李鄭屋宿舍 |                      | 無憂媽媽－產後婦女情緒健康支援計劃 |

### 智障人士康復服務
| 中度智障人士宿舍 | 嚴重智障人士宿舍 | 展能中心       | 嚴重殘疾人士護理院 |
| ---------------- | ---------------- | -------------- | ------------------ |
| 康屏宿舍         | 樂富宿舍         | 隆亨中心       | 蘇屋宿舍           |
| 康翠宿舍         | 隆亨中心         | 順天中心       | 天瑞宿舍           |
| 樂道居           | 順天中心         | 荃灣展能中心   |                    |
|                  |                  | 油蔴地展能中心 |                    |

## 課程
課程旨在推廣精神健康教育，畀市民大眾學習如遇到其他人精神受困擾或危機時，而又未獲得專業支援前，而為佢所提供嘅適當支援。
- 精神健康急救課程（標準版）
- 精神健康急救課程（關懷青少年版）
- 精神健康急救課程（關懷長者版）
- 精神健康急救導師訓練課程

## 出版刊物
1. 《365天減壓秘笈》
2. 心康理得－與青少年溝通心法
3. 生兒育女好煩惱?
4. 兩極性情緒病小冊子
5. 知「心」防病 – 心理健康就是福
6. 一百「漫」個快樂 – 正向心理四格漫畫集
7. 全方位減壓手冊 – 加強版
8. 精神健康教材套 (DVD)

## 歌曲
| 曲別   | 歌名         | 作曲        | 作詞  | 主唱   |
| ------ | ------------ | ----------- | ----- | ------ |
| 主題曲 | 《如何走過》 | Raymond沐生 | Oscar | 梁釗峰 |

## 外部連結
- 香港心理衛生會官方網站
- 香港心理衞生會的Facebook專頁
- 香港心理衞生會的Instagram帳戶